# 魔王 (シューベルト)
『魔王』作品1 D 328（まおう、独: Erlkönig）は、フランツ・ペーター・シューベルトが18歳の時に作曲した歌曲。ヨハン・ヴォルフガング・フォン・ゲーテの同名の詩に青年期の作者が触発され、短時間のうちに完成された。作品番号は1が与えられているが、これはシューベルトの作品のうち「最初に出版されたもの」を意味するに過ぎず、シューベルトはこの作品以前にすでに多くの歌曲やピアノ曲を完成させている。もっとも、出版までの間には紆余曲折があった。

## 作曲の経緯

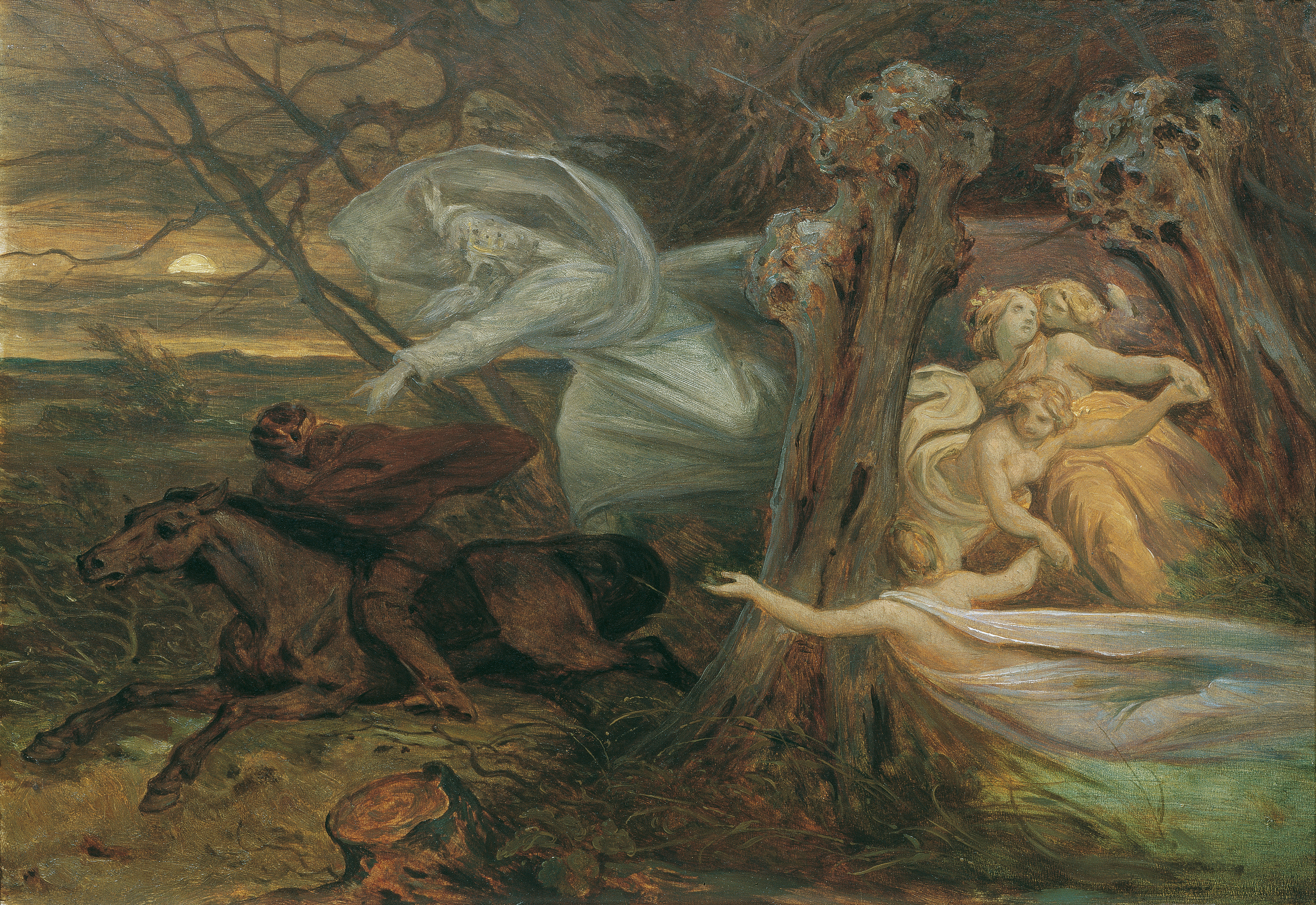
モーリッツ・フォン・シュヴィント（1804-1871）による挿絵

シューベルトの重要な友人の1人であるヨーゼフ・フォン・シュパウンの回想によれば、この作品は1815年11月16日にきわめて短時間のうちに成立したとする。
シューベルトがピアノを持っていない件はシュパウンの勘違いであり、その他記憶の正確性はともかく、シューベルトが記譜の際に繰り返し部分を書き込まない癖があったことや比較的速筆であったことから、作品の書き上げが4時間程度であるとバリトン歌手ディートリヒ・フィッシャー＝ディースカウは推測している。

## 内容
嵐の夜中息子を抱き、馬を飛ばす父親。息子は、魔王がいるとしきりに父親に訴える。父親は魔王を視認できず、あれはただの霧だと息子を慰める。息子のうなされる声は次第に甲高くなり、魔王が甘い言葉で誘い出そうとする。息子は父親に魔王の声が聞こえると告げる。父親は、あれは枯れ葉の音だと息子をなだめるも、息子の容態の悪化を恐れ、馬を急がせる。やっとのことで宿にたどり着くが、息子はすでに父親の腕の中で息絶えていた。

## 構成
Schnell（速く）
ト短調。通作歌曲形式。4分の4拍子。序奏は右手g音のオクターヴ奏法で嵐の中の馬の疾走、更に左手の音階音型でしのびよる不気味さを演出し、また作品全体の基本リズムとなっている。後述の魔王の副主題が現れる段になっても、基本リズムはその間も崩されることはない。
ピアノ伴奏者には技術が求められる。その雄弁さや劇的さ、技術面の高さはもはや一介の「引き立て役」といった概念を突き抜け、リートにおける一つの主役としての地位が確立されるにいたった。
単独の歌手で、狡猾な魔王が言い寄る場面、家路に急ぐ父親、恐れおののく息子の3役を演じ分ける必要がある。意表をついた転調とたくまざる（伴奏音型の）単純さを旨とする作者の作曲技術がこれほど効果的に発揮された例はない。
副主題となる魔王の声の部分は、最初平行調変ロ長調、2度目はハ長調、3度目はハ短調のナポリ調（ナポリの六度の和音調）である変ニ長調で歌われ、徐々に調が上昇させることで、緊張感を高めていく。また、子供の声の部分で、ピアノと歌声部が短二度で接触するところなど、きわめて斬新であり、シューベルトがコンヴィクトでこれを試演したとき、周りの者は師ヴェンツル・ルージチュカを除いて、誰も理解しなかった。ルージチュカは、この部分の処理の正統性を自らの実演で説いてみせたという逸話がある。
終結部にいたってAs音が急に登場する（ナポリの六度）。一瞬の隙をついて主和音で終わる。詩の中で突如息子の死を宣告しているのと緊密に符合させている。この終結部はレチタティーヴォ風の処理がなされており、極めて印象的である。
なお、初稿では "Ich liebe dich, mich reizt deine schöne Gestalt" の部分にはフォルティッシモの記号が付されていたが、のちにシューベルト自身の手によってピアニッシモに修正されている。

## 出版までの経緯と評価
シューベルトは初期ロマン派音楽の開拓者であり、ベートーヴェンよりもさらに自由な転調、描写的な要素を巧みに取り入れた表現などでロマン派ドイツ歌曲の新たな時代を切り開いた。
しかし、コンヴィクトでの試演の際に賛否両論の声が渦巻いたように、作品の真価はすぐには理解されなかった。成立の翌1816年4月、『魔王』の楽譜は他のゲーテの詞によるリートの譜とともに、シュパウンの仰々しい添え書き付きでヴァイマルのゲーテのもとに送られたが、ゲーテの「音楽顧問」とも言うべきカール・フリードリヒ・ツェルターは他の作品とともにさわりに触れただけで軽くあしらい、ゲーテ本人もシューベルトの表現を嫌ってヨハン・フリードリヒ・ライヒャルトの手による同名作を高く評価するにいたった。1817年にはシュパウンからブライトコプフ・ウント・ヘルテルに宛てて出版のために浄書が送られたが、ここでも相手にされなかった。ブライトコプフは拒絶の返事をシュパウンではなくフランツ・アントン・シューベルトに宛てて送った。フランツ・アントンが「私の名前を騙ってこのような駄作を出版しようとするような不届きな輩はけしからん」と言って憤激したのはこの時である。一連のドタバタ劇は、先走って教職から離れていたシューベルトの鼻をへし折るには充分であり、身の立て方で意見が合わなかった父フランツ・テオドールとの間は一層悪いものとなった。
転機は1819年、レオポルド・フォン・ゾンライトナーの知己を得たことによる。ゾンライトナーはベートーヴェンのオペラ『フィデリオ』の台本を執筆したヨーゼフ・ゾンライトナーの甥にあたる人物であり、自身や友人が開く内輪な音楽会でしばしばシューベルトの作品を取り上げていた。ある時、ゾンライトナーはシューベルトに対してなぜリートを出版しないのかと問うたところ、シューベルトは出版社は誰も相手にしてくれず、かといって自費出版するには金銭面で苦しいことを打ち明ける。話を聞いたゾンライトナーは友人とともにアントン・ディアベリのもとで100部限定の内輪向けのアルバムを製作し、そのアルバムの冒頭に『魔王』を置いて作品番号1、『糸をつむぐグレートヒェン』を作品番号2とした。公開の場での初演は1821年3月7日、ケルントナートーア劇場で開かれたチャリティー・コンサートにおいてヨハン・ミヒャエル・フォーグルの独唱によって行われ、評判を呼んでフォーグルは二度歌うこととなった。公演後、『魔王』は過去の失敗作の償いの一環として、高貴な位置にいた友人であり、ウィーン宮廷オペラの支配人であったモーリッツ・フォン・ディートリヒシュタイン伯爵に献呈された。また、公開初演から間もない3月21日には一般向けの出版譜が正式に発売され、瞬く間に600部、800グルテンほどが売れてシューベルトの懐は一時的だったにせよ潤うこととなった。
1828年1月16日にライプツィヒにおいて、若きフェリックス・メンデルスゾーンが地元テノール歌手の伴奏者として『魔王』を演奏した際には高くない批評が与えられ、また「『さすらい人』より有名な唯一のシューベルト作品」といった微妙な評価が定着した時期もあったが、『魔王』はシューベルトの名声がそれほど高くなかった時期から、一定の人気を保ち続けている作品の一つに位置している。ゲーテは最晩年、ソプラノ歌手ヴィルヘルミーネ・シュレーダー＝デフリントが『魔王』を歌うのを直接聞いたが、その際にゲーテは「私は前にも一度この作品を聴いたことがあるのだが、そのときはぜんぜん気に入らなかった。だが、あなたがいま歌ったように演奏されると、曲全体が一幅の絵となって目に見えるようにみえる」と、過去に低い評価を下したことを悔いた。一方、ジャン・パウルはゲーテとは違って「すばらしい作品」と評価しており、死の床で『魔王』を聴くことを願っていたものの叶わなかった。

## シューベルトとレーヴェについて
シューベルトとほぼ同時期に、カール・レーヴェも同じ詩によるリート『魔王』を作曲している。レーヴェの場合は、相手にされなかったシューベルトとは違って1820年にゲーテとの面会を果たしており、ゲーテに好意的に扱われた。もっとも、レーヴェはゲーテの前で自作の『魔王』を歌ってよいかと尋ねたところ、ゲーテから「残念ながらここには楽器がないのです」と言われて歌う機会を逸した。フィッシャー＝ディースカウは、レーヴェの『魔王』はシューベルトのそれと比べて悲劇性に乏しく、音楽的に単純な手法に終始していると評しており、スケッチのみにとどまったベートーヴェンによる『魔王』も、系統的にはレーヴェのものに似通っているとしている。

## 編曲
フランツ・リストによるピアノ独奏用およびオーケストラ伴奏用の編曲、ハインリヒ・ヴィルヘルム・エルンストによるヴァイオリン独奏用の編曲、エクトル・ベルリオーズおよびマックス・レーガーによるオーケストラ伴奏用の編曲がある。1838年春以降に成立したリストのピアノ用編曲およびエルンストによるヴァイオリン独奏用編曲は超絶技巧的奏法が必要不可欠である。リストはオーケストラ伴奏用編曲を1870年ごろまでに仕上げており、こちらは1993年11月5日および6日のNHK交響楽団第1214回定期演奏会で、ヘルマン・プライがホルスト・シュタインの指揮により歌っている。
レーガーによる編曲の成立時期は不明であるが、ベルリオーズによる編曲は1860年ごろに成立した。ベルリオーズは『ファウストの劫罰』でファウストを創唱したテノール歌手ギュスターヴ・イポリート・ロジェのために編曲を行い、魔王の副主題をフルートに置き換えている。レーガー版はクラウディオ・アバド指揮ヨーロッパ室内管弦楽団の演奏でトーマス・クヴァストホフが歌ったライヴ録音があり、ベルリオーズ版は同じくアバド指揮ヨーロッパ室内管弦楽団の演奏でアンネ・ゾフィー・フォン・オッターによるライヴ録音のほか、スイスのバリトン歌手シャルル・パンゼラによる録音（フランス語訳による歌唱）があり、パンゼラ盤はレコード・カタログの中で長く唯一の盤として扱われていた。